# Вітберн
Ві́тберн (англ. Whitburn) — місто в центрі Шотландії, в області Західний Лотіан.
Населення міста становить 10 780 осіб (2006).